# ATP 250 Series
ATP World Tour 250 (tidigare också känd som International Series och World Series) är en serie av professionella tennisturneringar, kategorin är en del av ATP-touren. 250 Series erbjuder spelarna prispengar (turneringarna har summor från 416 000 US$ till 1 000 000 US$) och chansen att intjäna rankingpoäng. Kategorin är i nivån under ATP Masters 1000 och ATP 500 Series.

## Turneringar
Det här är turneringarna för 250 Series på ATP-touren mellan 2009 och 2011. Turneringarna – i kalendarisk ordning – är:
| Turnering        | Kommersiellt namn                            | Stad             | Land           | Underlag  |
| Doha             | Qatar ExxonMobil Open                        | Doha             | Qatar          | Hardcourt |
| Chennai          | Chennai Open                                 | Chennai          | Indien         | Hardcourt |
| Brisbane         | Brisbane International                       | Brisbane         | Australien     | Hardcourt |
| Sydney           | Medibank International Sydney                | Sydney           | Australien     | Hardcourt |
| Auckland         | Heineken Open                                | Auckland         | Nya Zeeland    | Hardcourt |
| Viña del Mar     | Movistar Open                                | Viña del Mar     | Chile          | Grus      |
| Zagreb           | PBZ Zagreb Indoors                           | Zagreb           | Kroatien       | Hardcourt |
| Johannesburg     | SA Tennis Open                               | Johannesburg     | Sydafrika      | Hardcourt |
| Costa do Sauípe  | Brasil Open                                  | Costa do Sauípe  | Brasilien      | Grus      |
| San Jose         | SAP Open                                     | San Jose         | USA            | Hardcourt |
| Marseille        | Open 13                                      | Marseille        | Frankrike      | Hardcourt |
| Buenos Aires     | Copa Telmex                                  | Buenos Aires     | Argentina      | Grus      |
| Delray Beach     | Delray Beach Int'l Tennis Championships      | Delray Beach     | USA            | Hardcourt |
| Houston          | U.S. Men's Clay Court Championships          | Houston          | USA            | Grus      |
| Casablanca       | Grand Prix Hassan II                         | Casablanca       | Marocko        | Grus      |
| Estoril          | Estoril Open                                 | Oeiras           | Portugal       | Grus      |
| Belgrad          | Serbia Open                                  | Belgrad          | Serbien        | Grus      |
| München          | BMW Open                                     | München          | Tyskland       | Grus      |
| Pörtschach       | The Hypo Group Tennis International          | Pörtschach       | Österrike      | Grus      |
| Halle            | Gerry Weber Open                             | Halle            | Tyskland       | Gräs      |
| London           | AEGON Championships                          | London           | Storbritannien | Gräs      |
| Warszawa         | Orange Warsaw Open                           | Warszawa         | Polen          | Grus      |
| 's-Hertogenbosch | Ordina Open                                  | Rosmalen         | Nederländerna  | Gräs      |
| Eastbourne       | AEGON International                          | Eastbourne       | Storbritannien | Gräs      |
| Newport          | Campbell's Hall of Fame Tennis Championships | Newport          | USA            | Gräs      |
| Båstad           | Skistar Swedish Open                         | Båstad           | Sverige        | Grus      |
| Stuttgart        | MercedesCup                                  | Stuttgart        | Tyskland       | Grus      |
| Indianapolis     | Indianapolis Tennis Championships            | Indianapolis     | USA            | Hardcourt |
| Los Angeles      | Countrywide Classic                          | Los Angeles      | USA            | Hardcourt |
| Gstaad           | Crédit Agricole Suisse Open Gstaad           | Gstaad           | Schweiz        | Grus      |
| Umag             | ATP Studena Croatia Open Umag                | Umag             | Kroatien       | Grus      |
| New Haven        | Pilot Pen Tennis                             | New Haven        | USA            | Hardcourt |
| Metz             | Open de Moselle                              | Metz             | Frankrike      | Hardcourt |
| Bukarest         | BCR Open Romania                             | Bukarest         | Rumänien       | Grus      |
| Bangkok          | Thailand Open                                | Bangkok          | Thailand       | Hardcourt |
| Stockholm        | If Stockholm Open                            | Stockholm        | Sverige        | Hardcourt |
| Moskva           | Kremlin Cup                                  | Moskva           | Ryssland       | Hardcourt |
| Lyon             | Grand Prix de Tennis de Lyon                 | Lyon             | Frankrike      | Hardcourt |
| Wien             | Bank Austria-TennisTrophy                    | Wien             | Österrike      | Hardcourt |
| Sankt Petersburg | St. Petersburg Open                          | Sankt Petersburg | Ryssland       | Hardcourt |

## Historik

### International Series
Sista året kategorin International Series var säsongen 2008 och turneringarna i kalendarisk ordning var:
| Turnering                              | Plats                             | Underlag      | Prispengar(US$) | Lottning | Första upplagan |
| Next Generation Adelaide International | Adelaide, Australien              | Hard court    | $419 000        | 32       | 1974            |
| Qatar ExxonMobil Open                  | Doha, Qatar                       | Hardcourt     | $1 000 000      | 32       | 1993            |
| Chennai Open                           | Chennai, Indien                   | Hardcourt     | $436 000        | 32       | 1996            |
| Medibank International                 | Sydney, Australien                | Hardcourt     | $436 000        | 32       | 1975            |
| Heineken Open                          | Auckland, Nya Zeeland             | Hardcourt     | $436 000        | 32       | 1975            |
| PBZ Zagreb Indoors                     | Zagreb, Kroatien                  | Matta (i)     | $416 000        | 32       | 2006            |
| International Tennis Championships     | Delray Beach, USA                 | Hardcourt     | $416 000        | 32       | 1993            |
| Movistar Open                          | Viña del Mar, Chile               | Grus          | $448 000        | 32       | 1993            |
| Open 13                                | Marseille, Frankrike              | Hardcourt (i) | $600 000        | 32       | 1993            |
| Brasil Open                            | Costa do Sauipe, Bahia, Brasilien | Grus          | $456 000        | 32       | 2001            |
| SAP Open                               | San Jose, USA                     | Hardcourt (i) | $416 000        | 32       | 1974            |
| Copa Telmex ATP Buenos Aires           | Buenos Aires, Argentina           | Grus          | $445 000        | 32       | 1993            |
| Tennis Channel Open                    | Las Vegas, USA                    | Hardcourt     | $416 000        | 32       | 1986            |
| Open de Tenis Comunidad Valenciana     | Valencia, Spanien                 | Grus          | $416 000        | 32       | 1995            |
| U.S. Men's Clay Court Championships    | Houston, USA                      | Grus          | $416 000        | 32       | 1969            |
| Grand Prix Hassan II                   | Casablanca, Marocko               | Grus          | $416 000        | 32       | 1986            |
| BMW Open                               | München, Tyskland                 | Grus          | $416 000        | 32       | 1974            |
| Estoril Open                           | Estoril, Portugal                 | Grus          | $625 000        | 32       | 1990            |
| Hypo Group Tennis International        | Pörtschach, Österrike             | Grus          | $416 000        | 32       | 1981            |
| Stella Artois Championships            | London, Storbritannien            | Gräs          | $800 000        | 56       | 1970            |
| Gerry Weber Open                       | Halle, Tyskland                   | Gräs          | $800 000        | 32       | 1993            |
| Nottingham Open                        | Nottingham, Storbritannien        | Gräs          | $416 000        | 32       | 1995            |
| Ordina Open                            | 's-Hertogenbosch, Nederländerna   | Gräs          | $416 000        | 32       | 1990            |
| Campbell's Hall of Fame Championships  | Newport, Rhode Island, USA        | Gräs          | $416 000        | 32       | 1976            |
| Crédit Agricole Suisse Open Gstaad     | Gstaad, Schweiz                   | grus          | $496 000        | 32       | 1915            |
| Swedish Open                           | Båstad, Sverige                   | Grus          | $416 000        | 32       | 1948            |
| Dutch Open Tennis Amersfoort           | Amersfoort, Nederländerna         | Grus          | $416 000        | 32       | 1976            |
| Countrywide Classic                    | Los Angeles, USA                  | Hardcourt     | $525 000        | 32       | 1927            |
| Croatia Open Umag                      | Umag, Kroatien                    | Grus          | $416 000        | 32       | 1990            |
| Indianapolis Tennis Championships      | Indianapolis, USA                 | Hard          | $525 000        | 32       | 1988            |
| Orange Warsaw Open                     | Warszawa, Polen                   | Grus          | $500 000        | 32       | 2001            |
| Legg Mason Tennis Classic              | Washington, D.C., USA             | Hardcourt     | $600 000        | 48       | 1969            |
| Pilot Pen Tennis                       | New Haven, USA                    | Hardcourt     | $675 000        | 48       | 1985            |
| China Open                             | Peking, Kina                      | Hardcourt     | $500 000        | 32       | 1993            |
| BCR Open Romania                       | Bukarest, Rumänien                | Grus          | $525 000        | 32       | 1993            |
| Thailand Open                          | Bangkok, Thailand                 | Hardcourt (i) | $550 000        | 32       | 2003            |
| Kingfisher Airlines Tennis Open        | Bombay, Indien                    | Hardcourt     | $416 000        | 32       | 2006            |
| Open de Moselle                        | Metz, Frankrike                   | Hardcourt (i) | $416 000        | 32       | 2003            |
| Kremlin Cup                            | Mosckva, Ryssland                 | Matta (i)     | $1 000 000      | 32       | 1990            |
| if... Stockholm Open                   | Stockholm, Sverige                | Matta (i)     | $800 000        | 32       | 1969            |
| Davidoff Swiss Indoors                 | Basel, Schweiz                    | Hardcourt (i) | $1 000 000      | 32       | 1970            |
| Grand Prix de Tennis de Lyon           | Lyon, Frankrike                   | Matta (i)     | $800 000        | 32       | 1987            |
| St. Petersburg Open                    | Sankt Petersburg, Ryssland        | Matta (i)     | $1 000 000      | 32       | 1995            |